# Sam Taylor
Sam Taylor (New York, 1895. augusztus 13. – Santa Monica, 1958. március 6.) amerikai filmrendező, forgatókönyvíró és filmproducer.
Taylor közel 25 filmet rendezett, legaktívabb időszaka kétségtelenül a némafilm korszakban volt. Legismertebb munkái a Mary Pickforddal és Harold Lloyddal készített vígjátékok.
A filmtörténelem egyik leghírhedtebb legendája is az ő nevéhez fűződik. 1929-ben William Shakespeare Makrancos hölgyéből készített filmfeldolgozást, és állítólag a mozivásznon Taylor neve volt feltüntetve, mint aki a párbeszédeket írta. Bár ilyen filmtekercs nem maradt fenn, és nincs rá bizonyíték, hogy valaha is létezett.

## Fontosabb filmjei
- 1929 - Coquette rendező, producer, forgatókönyvíró
- 1925 - Az újonc (The Freshman) rendező, forgatókönyvíró
- 1924 - Lányos zavar (Girl Shy) rendező, forgatókönyvíró
- 1923 - Felhőkarcoló szerelem (Safety Last!) rendező, forgatókönyvíró
- 1923 - Kár aggódni! (Why Worry?) rendező, forgatókönyvíró
- 1921 - Sose gyengülj le! (Never Weaken) forgatókönyvíró

## Fordítás
- Ez a szócikk részben vagy egészben  a   Sam_Taylor (director) című angol Wikipédia-szócikk fordításán alapul.  Az eredeti cikk szerkesztőit annak laptörténete sorolja fel. Ez a jelzés csupán a megfogalmazás eredetét és a szerzői jogokat jelzi, nem szolgál a cikkben szereplő információk forrásmegjelöléseként.